# Deutsche Freie-Partie-Meisterschaft 2016/17

Veranstaltungsort: Bad Wildungen

Die Deutsche Freie-Partie-Meisterschaft 2016/17 ist eine Billard-Turnierserie und fand vom 5. bis zum 6. November 2016 in Bad Wildungen
zum 49. Mal statt.

## Geschichte
Sehr souverän gewann Sven Daske seinen sechsten DM-Titel in der Freien Partie. Nachdem er Markus Melerski im letzten Gruppenspiel in einer Aufnahme schlug, zeigte er auch in der Knock-out-Runde, dass er zur Zeit der beste Deutsche Freie-Partie-Spieler ist. Hier beendete er auch beide Partien in je einer Aufnahme und verwies Carsten Lässig auf den zweiten Platz. Manuel Ortmann und Dieter Steinberger teilten sich Platz drei.
Die Ergebnisse sind aus eigenen Unterlagen. Ergänzt wurden Informationen aus der österreichischen Billard-Zeitung Billard.

## Modus
Gespielt wurden zwei Vorrundengruppen à vier Spieler im Round-Robin-Modus bis 300 Punkte oder 15 Aufnahmen. Die zwei Gruppenbesten kamen ins Halbfinale und spielten den Sieger aus
Die Endplatzierung ergab sich aus folgenden Kriterien:
1. Matchpunkte
2. Generaldurchschnitt (GD)
3. Höchstserie (HS)

## Teilnehmer
1. Thomas Berger (Oberursel), Titelverteidiger
2. Sven Daske (Langendamm)
3. Carsten Lässig (Coesfeld)
4. Markus Melerski (Hilden)
5. Manuel Orttmann (Ilmenau)
6. Arnd Riedel (Wedel)
7. Dieter Steinberger (Kempten)
8. Horst Wiedemann (Essen)

## Turnierverlauf

### Gruppenphase
| MP    | Match Points (Sieger = 2; Unentschieden = 1; Verlierer = 0) |
| Pkte. | Erzielte Karambolagen                                       |
| Aufn. | Benötigte Versuche                                          |
| GD    | Generaldurchschnitt                                         |
| BED   | Bester Einzeldurchschnitt eines Spielers                    |
| HS    | Höchstserie                                                 |
|       | Bester GD des Turniers                                      |
|       | Bester ED des Turniers                                      |
|       | Beste HS des Turniers                                       |
|       | 1. Platz (Gold)                                             |
|       | 2. Platz (Silber)                                           |
|       | 3. Platz (Bronze)                                           |

| Platz                      | Name            | MP  | Pkte. | Aufn. | GD    | BED   | HS  |
| -------------------------- | --------------- | --- | ----- | ----- | ----- | ----- | --- |
| 1                          | Manuel Orttmann | 4:2 | 893   | 22    | 40,59 | 60,00 | 181 |
| 2                          | Thomas Berger   | 4:2 | 655   | 19    | 34,47 | 60,00 | 290 |
| 3                          | Arnd Riedel     | 2:4 | 636   | 26    | 24,46 | 50,00 | 140 |
| 4                          | Horst Wiedemann | 2:4 | 423   | 21    | 20,14 | 37,50 | 187 |
| Gruppendurchschnitt: 29,62 |                 |     |       |       |       |       |     |

| Platz                      | Name               | MP  | Pkte. | Aufn. | GD    | BED    | HS  |
| -------------------------- | ------------------ | --- | ----- | ----- | ----- | ------ | --- |
| 1                          | Sven Daske         | 6:0 | 900   | 10    | 90,00 | 300,00 | 300 |
| 2                          | Carsten Lässig     | 3:3 | 799   | 23    | 34,73 | 42,85  | 212 |
| 3                          | Markus Melerski    | 2:4 | 461   | 16    | 28,81 | 37,50  | 141 |
| 4                          | Dieter Steinberger | 1:5 | 720   | 27    | 26,66 | 23,07  | 148 |
| Gruppendurchschnitt: 45,25 |                    |     |       |       |       |        |     |

### Finalrunde
| 1. Halbfinale   |     |     |   |        |        |     |
| Manuel Orttmann | 0:2 | 28  | 5 | 5,60   | –      | 14  |
| Carsten Lässig  | 2:0 | 300 | 5 | 60,00  | 60,00  | 272 |
| 2. Halbfinale   |     |     |   |        |        |     |
| Sven Daske      | 2:0 | 300 | 1 | 300,00 | 300,00 | 300 |
| Thomas Berger   | 0:2 | 0   | 1 | 0,00   | –      | 0   |

| Finale         |     |     |   |        |        |     |
| Carsten Lässig | 0:2 | 0   | 1 | 0,00   | –      | 0   |
| Sven Daske     | 2:0 | 300 | 1 | 300,00 | 300,00 | 300 |

## Abschlusstabelle
| MP    | Match Punkte (Sieger = 2; Unentschieden = 1; Verlierer = 0) |
| SV    | Satzverhältnis (nur bei Turnieren im Satzsystem)            |
| Pkte. | Erzielte Karambolagen                                       |
| Aufn. | benötigte Aufnahmen                                         |
| GD    | Generaldurchschnitt                                         |
| MGD   | Mannschafts-Generaldurchschnitt                             |
| BED   | Bester Einzeldurchschnitt eines Spielers                    |
| BEMD  | Bester Einzeldurchschnitt einer Mannschaft                  |
| BSD   | Bester Satzdurchschnitt eines Spielers                      |
| HS    | Höchstserie                                                 |
| WRP   | Weltranglistenpunkte                                        |

| Klassement                 | Klassement | Klassement         | Klassement | Klassement | Klassement | Klassement | Klassement | Klassement | Klassement |
| Phase                      | Platz      | Name               | MP         | Pkt.       | Aufn.      | GD         | BED        | HS         |            |
| -------------------------- | ---------- | ------------------ | ---------- | ---------- | ---------- | ---------- | ---------- | ---------- | ---------- |
| Finale                     | 1          | Sven Daske         | 10:0       | 1500       | 12         | 125,00     | 300,00     | 300        |            |
| Finale                     | 2          | Carsten Lässig     | 5:5        | 1099       | 29         | 37,89      | 60,00      | 272        |            |
| Halb- finale               | 3          | Manuel Orttmann    | 4:4        | 921        | 27         | 34,11      | 60,00      | 181        |            |
| Halb- finale               | 3          | Thomas Berger      | 4:4        | 655        | 20         | 32,75      | 60,00      | 290        |            |
| Gruppen- phase             | 5          | Markus Melerski    | 2:4        | 461        | 16         | 28,81      | 37,50      | 141        |            |
| Gruppen- phase             | 6          | Arnd Riedel        | 2:4        | 636        | 26         | 24,46      | 50,00      | 140        |            |
| Gruppen- phase             | 7          | Horst Wiedemann    | 2:4        | 423        | 21         | 20,14      | 37,50      | 187        |            |
| Gruppen- phase             | 8          | Dieter Steinberger | 1:5        | 720        | 27         | 26,66      | 23,07      | 148        |            |
| Turnierdurchschnitt: 36,03 |            |                    |            |            |            |            |            |            |            |